# Szomáliföld zászlaja
Szomáliföld zászlaja a pánarab színeket tartalmazza; a csillag a köztársaság jelképe. A zöld sávon a saháda, az iszlám hitvallása olvasható.
A zászlót jelenlegi formájában 1996. október 14-én fogadta el a szomáliföldi vezetés.

## Változatok

Az 1991-ben használt ideiglenes zászló
1991 és 1996 között használt hivatalos lobogó